# انهيار الدائرة المكسورة
انهيار الدائرة المكسورة هو فيلم من نوع دراما ورومانسية أُصدر في 2012. الفيلم من إخراج فليكس فان جروينيجين، أما السيناريو فكان من كتابة فليكس فان جروينيجين وكارل جوس ‏ وMieke Dobbels ‏ ويوهان هيلدينبيرج وفاندرميرش شارلوت.

## القصة
تقع أحداث الفيلم في بلجيكا.

## طاقم التمثيل
- دومينيك فان مالدر  [لغات أخرى]‏
- Bjorn Eriksson  [لغات أخرى]‏
- نيل كاتريسي  [لغات أخرى]‏
- Robbie Cleiren  [لغات أخرى]‏
- بيرت هوسينترويت  [لغات أخرى]‏
- جان بيجوفيت  [لغات أخرى]‏
- يوهان هيلدينبيرج
- بلانكا هيرمان  [لغات أخرى]‏
- Jan Hammenecker  [لغات أخرى]‏
- فيرل بايتينز
- جيرت فان رامبيلبيرج

## الإنتاج
موسيقى الفيلم التصويرية كانت من تأليف Bjorn Eriksson ‏.

## وصلات خارجية
- إنهيار الدائرة المكسورة على موقع IMDb (الإنجليزية)
- إنهيار الدائرة المكسورة على موقع ميتاكريتيك (الإنجليزية)
- إنهيار الدائرة المكسورة على موقع روتن توميتوز (الإنجليزية)
- إنهيار الدائرة المكسورة على موقع نتفليكس (الإنجليزية)
- إنهيار الدائرة المكسورة على موقع قاعدة بيانات الأفلام العربية
- إنهيار الدائرة المكسورة على موقع ألو سيني (الفرنسية)
- إنهيار الدائرة المكسورة على موقع أول موفي (الإنجليزية)
- إنهيار الدائرة المكسورة على موقع بوكس أوفيس موجو (الإنجليزية)
- إنهيار الدائرة المكسورة على موقع فيلمافينيتي (الإسبانية)
- إنهيار الدائرة المكسورة على موقع قاعدة بيانات الأفلام السويدية (السويدية)